# 突然死型乳頭糞線虫症
突然死型乳頭糞線虫症（とつぜんしがたにゅうとうふんせんちゅうしょう）とは乳頭糞線虫（Strongyloides papillosus）感染を原因とする子牛の感染症。1978年の鹿児島、続く1983年の宮崎県にて、毎年8-9月に同じ農場において仔牛の突然死が発生、原因不明のため、子牛のポックリ病と呼ばれていた。1986年、突然死した子牛の糞便内に多数の乳頭糞線虫卵が、そして小腸に多数の乳頭糞線虫の成虫が確認されたことから、死の原因病原体としてとして乳頭糞線虫の関与が疑われた。1990年、子牛を用いた実験的再現実験が実施され、体重100ｋｇ当たり同感染子虫100万匹以上を暴露（皮膚への接触感染）すると、暴露後10-14日後に突然死が発生することが立証され、突然死型乳頭糞線虫症　Sudden death type of Strongyloidiasisと命名された。

## 原因
乳頭糞線虫の実験感染試験により、成虫の多数寄生によって突然死が再現できたことから、成虫の大量寄生が原因であるが、死のメカニズムは不明である。舎飼いで集団飼育する子牛に発生する。オガクズ牛舎での発生が特に多い。

## 症状
従来の寄生虫病の概念とはことなる。前駆症状は皆無であり、元気な子牛に突然発生する。死の経過は、心臓停止が先行し、その結果として呼吸速迫、瓦解、全身の痙攣が起こり、死に至る。

## 治療
乳頭糞線虫の駆虫には、ベンゾイミダゾール系薬剤、イベルメクチン系薬剤が有効であり、突然死型乳頭糞線虫症の発生予防として、子牛に応用されている。同寄生虫の濃厚感染子牛でも発症の一日前までなら突然死は防止できる。発症牛は治療の対象にならない。

## 予防
定期糞便検査による乳頭糞線虫卵数、即ち糞便1ｇに見られる虫卵数（EPG)を経時的に調べ、多数の虫卵が認められたら、駆虫薬を投与する。発生牛房は、通風が悪いが、見た目は綺麗なオガクズ敷料である場合が多い。乳頭糞線虫卵のEPGの上昇があれば子牛群へ駆虫薬を投与する。